# Дишмук
Дишму́к (перс. ديشموك‎) — небольшой город на юго-западе Ирана, в провинции Кохгилуйе и Бойерахмед. Входит в состав шахрестана  Кохгилуйе.
На 2006 год население составляло 4 053 человека; в национальном составе преобладают луры, в конфессиональном — мусульмане-шииты.

## География
Город находится в северо-западной части Кохгилуйе и Бойерахмеда, в горной местности западного Загроса, на высоте 1 822 метров над уровнем моря.
Дишмук расположен на расстоянии приблизительно 130 километров к северо-западу от Ясуджа, административного центра провинции и на расстоянии 490 километров к юго-западу от Тегерана, столицы страны.